# Serie 1000 de FEVE
La Serie 1000 de FEVE estaba compuesta por un grupo casi homogéneno de 42 locomotoras Alsthom, distribuidas en diferentes compañías, de las que 26 pasaron a manos de FEVE. Fueron un ejemplo de robustez a lo largo de varias décadas, manteniéndose únicamente en funcionamiento algunas unidades para empresas particulares y en FGC y FGV. Además, fueron aprovechadas por FEVE para reconvertirlas en el modelo 1900.

## Historia
Las Alsthom serie 1000 forman parte de un plan de modernización promovido por el Ministerio de Obras Públicas, con el que se pretendía ayudar a las compañías ferroviarias de vía estrecha, incapaces por sus propios medios dada su escasa economía, a modernizar el parque de tracción y suprimir la tracción vapor en algunos casos. Fruto de este plan llegan a España diversas series de locomotoras y automotores diésel, en su mayoría de origen francés. En 1955 entran en servicio las primeras Alsthom entregadas por el MOP, del modelo Union Française BB44 ton, o BB500, como también se las conocía en el mercado colonial. Visto el magnífico resultado ofrecido por las locomotoras adquiridas por el MOP para los diversos ferrocarriles, varios de estos se deciden a comprar durante los años 1960, esta vez por su cuenta, nuevas locomotoras del mismo modelo, pero estas de mayor potencia (925 hp).

## Paso a FEVE
Con el traspaso de las diversas empresas particulares a FEVE, también el material pasa a ser propiedad de esta empresa, y entre este se encuentran gran cantidad de las Alsthom que repartió el Estado. Exactamente pasan a FEVE las locomotoras del Cantábrico, Económicos de Asturias, Vasco-Asturiano, Ferrocarril de La Robla, Santander-Bilbao y la 1008 del Manresa-Olván, quedando el resto de ellas en Cataluña y siendo vendidas las del Ferrocarril del Tajuña a los Caminhos de Ferro Portugueses (CP) en 1974 (serie 9001 a 9006).
Desde su llegada a FEVE se encargaron de servicios de viajeros y mercancías hasta los años 80, cuando fueron destinadas a servicios cortos de mercancías y maniobras, desplazadas por las nuevas Alsthom 1600 y 1650, y abandonando definitivamente los servicios de viajeros.
Durante su tiempo en FEVE apenas sufrieron reformas, salvo la instalación de freno de aire comprimido, instalación de los nuevos acoplamientos automáticos Alliance, o la modificación de las rejillas del capó de las máquinas de la serie baja, igualándolas a las de la serie alta, y se les modificó la señalización luminosa adaptándola a la normativa de FEVE. Del mismo modo, durante sus últimos años de servicio, algunas locomotoras fueron dotadas del sistema de seguridad ASFA.
Con su retirada del parque de FEVE por antigüedad, y dada su gran fiabilidad, la empresa decidió su transformación, habiendo sido reconvertidas hasta 2004 17 unidades en las nuevas Serie 1900.